# NGC 2705
NGC 2705 is een ster in het sterrenbeeld Waterslang. Het hemelobject werd in 1877 ontdekt door de Duitse astronoom Ernst Wilhelm Leberecht Tempel.